# Laetitia Moma Bassoko
Laetitia Crescende Moma Bassoko (* 9. Oktober 1993 in Yaoundé) ist eine kamerunische Volleyball-Nationalspielerin.

## Karriere
Moma Bassoko wurde 2012 vom damaligen Chef-Trainer des Schweriner SC Teun Buijs bei einem Trainingslager in Kamerun entdeckt. Besonders fiel sie durch ihre Sprungkraft beim Angriff auf. Der deutsche Erstligist nahm sie daraufhin unter Vertrag. In den folgenden Spielzeiten wurde Moma Bassoko zu einer wichtigen Ergänzungsspielerin und wurde häufig als Joker eingesetzt. In der Saison 2012/13 konnte sie mit dem Schweriner SC das Double aus Meisterschaft und DVV-Pokal gewinnen. Auch in der europäischen Champions League kam sie zum Einsatz und erreichte sie mit dem Verein die Play-offs des Wettbewerbs.
2013 wurde Moma Bassoko vom kamerunischen Volleyballverband in den Kader der Nationalmannschaft für die Afrikameisterschaft im September berufen. Kamerun erreichte bei dem Turnier nach einer Niederlage im Finale gegen Kenia den zweiten Platz. Moma Bassoka erhielt zudem die Auszeichnung als beste Aufschlägerin des Turniers.
Nach der Saison 2013/14, in der Schwerin das Playoff-Viertelfinale und das Pokal-Halbfinale erreicht hatte, verließ Moma Bassoko den Verein in die zweite französische Volleyball-Liga zu VBC Chamalières. Im Anschluss folgten weitere Engagements in Frankreich bei Stella ES Calais und VC Marcq-en-Barœul.
Mit der Nationalmannschaft Kameruns gewann Moma Bassoko 2015 bei der Afrikameisterschaft Bronze. 2017 und 2019 wurde sie jeweils Afrikameisterin. Außerdem nahm sie an den Weltmeisterschaften 2014 und 2018 sowie an den Olympischen Spielen 2016 teil.